# Portugal ved sommer-OL 2012
Portugal deltog ved Sommer-OL 2012 i London som blev arrangeret i perioden 27. juli til 12. august 2012.

## Medaljer
| 2012 London | Guld | Sølv | Bronze | Total |
| Portugal    | 0    | 1    | 0      | 1     |

### Medaljevinderne
| Portugal ved sommer-OL 2012 i London | Portugal ved sommer-OL 2012 i London | Portugal ved sommer-OL 2012 i London | Portugal ved sommer-OL 2012 i London | Portugal ved sommer-OL 2012 i London |
| Medaljer                             | Atlet                                | Sport                                | Øvelse                               | Resultat                             |
| ------------------------------------ | ------------------------------------ | ------------------------------------ | ------------------------------------ | ------------------------------------ |
| Sølv                                 | Fernando Pimenta Emanuel Silva       | Kano                                 | K-2 1000 meter, mænd                 | 3.09,699                             |